# Adesmia erinacea
Adesmia erinacea es una especie de planta floral del género Adesmia, categorizada en la tribu Dalbergieae, de la familia Fabaceae.

## Distribución
Especie nativa de Argentina y Chile. Crece en el bioma subártico.

## Taxonomía
Fue descrita por Phil. y publicada en Fl. Atacam.: 16 (1860).